# Daniela Seguel
Daniela Vaneska Seguel Carvajal (Santiago del Cile, 15 novembre 1992) è una tennista cilena.

## Carriera junior
Nel 2006, la Seguel fa il suo debutto nei tornei junior all'età di 13 anni. Ha disputato il suo primo torneo nella prima edizione dell'Open Junior International Chile, nel quale si è spinta nei quarti di finale, uscendo sconfitta contro la tennista argentina Ornella Caron in due set. Nel 2007, ha invece vinto il suo primo torneo nella seconda edizione del Junior Open Chile.
Nel 2008, ha raggiunto la finale al Copa Gobierno Bolivariano de Carabobo discutatosi a Valencia. Nel 2009, Daniela si è aggiudicata il Vina Junior Open, sconfiggendo nella finale la connazionale Cecilia Costa Melgar in due set. Il 2010 è stato l'anno in cui ha preso parte al suo ultimo torneo junio, alla 27ª Copa Gerdau a Porto Alegre, dove si è arresa al secondo turno dalla slovacca Jana Čepelová.

## Carriera
Daniela Seguel ha vinto 16 titoli in singolare e 27 in doppio nel circuito ITF. Il 28 maggio 2018, ha raggiunto la 162ª posizione nel ranking singolare, settimane dopo aver raggiunto i quarti di finale al Claro Open Colsanitas 2018 - Singolare, il suo miglior risultato in un torneo WTA. La vittoria al primo turno conquistata contro la statunitense Nicole Gibbs è stato il primo match professionistico vinto da una tennista cilena dal 1980. Il 7 luglio 2014, è stata la 110ª nel ranking di doppio. Fa anche parte della squadra cilena di Fed Cup, dove ha un record di 20 vittorie e 16 sconfitte.
La Seguel fa il suo debutto a livello professioniistico nel 2007, prendendo parte al $10000 giocatosi a Santiago del Cile, nel quale è stata sconfitta al primo turno da Vivian Segnini. Nel luglio 2010, ha raggiunto la sua prima finale a livello ITF nel $10000 di La Paz, venendo però sconfitta in due set dalla colombiana Karen Castiblanco. Tre mesi più tardi, si rifà conquistando il suo primo titolo nella specialità do doppio nel $10000 di Concepción, facendo coppia con la connazionale Fernanda Brito. In singolare, riesce a vincere il suo primo trofeo ad aprile 2011, vincendo al $10000 di Córdoba.
Il 24 maggio 2014, Daniela raggiunge la sua prima finale a livello WTA all'Internationaux de Strasbourg 2014 - Doppio, facendo coppia con l'argentina Tatiana Búa, dove però vengono sconfitte dalle australiane Ashleigh Barty e Casey Dellacqua con il punteggio di 6-4, 5-7, [4-10].
Il 18 giugno 2017, Daniela vince il torneo più importante della sua carriera in singolare, conquistando il Barcelona Women World Winner da $60000 di montepremio.

## Statistiche WTA

### Doppio

#### Sconfitte (1)
| Legenda               |
| --------------------- |
| Grande Slam (0)       |
| Argenti Olimpici (0)  |
| WTA Finals (0)        |
| Premier Mandatory (0) |
| Premier 5 (0)         |
| Premier (0)           |
| International (1)     |

| N. | Data           | Torneo                                   | Superficie  | Compagna    | Avversarie in finale           | Punteggio        |
| 1. | 24 maggio 2014 | Internationaux de Strasbourg, Strasburgo | Terra rossa | Tatiana Búa | Ashleigh Barty Casey Dellacqua | 6–4, 5–7, [4–10] |

## Circuito WTA 125

### Doppio

#### Sconfitte (1)
| N. | Data             | Torneo          | Superficie  | Compagna               | Avversarie in finale      | Punteggio   |
| 1. | 18 novembre 2023 | LP Open, Colina | Terra rossa | Lucciana Pérez Alarcón | Julia Lohoff Conny Perrin | 6(4)-7, 2-6 |

## Statistiche ITF

### Singolare

#### Vittorie (16)
| Torneo $100.000 (0) |
| Torneo $80.000 (0)  |
| Torneo $75.000 (0)  |
| Torneo $60.000 (1)  |
| Torneo $50.000 (0)  |
| Torneo $25.000 (5)  |
| Torneo $15.000 (0)  |
| Torneo $10.000 (10) |

| N.  | Data             | Torneo                                                      | Superficie  | Avversaria in finale         | Punteggio           |
| 1.  | 24 aprile 2011   | Asociacion Argentina de Tenis Women Circuit, Córdoba        | Terra rossa | Verónica Cepede Royg         | 7–6(4), 0–6, 6–4    |
| 2.  | 25 marzo 2012    | ITF Femenino de Rancagua, Rancagua                          | Terra rossa | Carolina Zeballos            | 7–6(4), 6–3         |
| 3.  | 15 aprile 2012   | ITF Women's Circuit Villa del Dique, Villa del Dique        | Terra rossa | Patricia Kú Flores           | 1–6, 6–0, 7–5       |
| 4.  | 22 aprile 2012   | ITF Women's Circuit Villa del Dique, Villa del Dique        | Terra rossa | Victoria Bosio               | 7–5, 6–1            |
| 5.  | 21 ottobre 2012  | ITF Women's Circuit Santiago, Santiago del Cile             | Terra rossa | Carolina Zeballos            | 2–6, 7–5, 7–6(4)    |
| 6.  | 21 giugno 2015   | Circuito Credito Real, Manzanillo                           | Cemento     | Nazari Urbina                | 3–6, 6–4, 6–4       |
| 7.  | 2 agosto 2015    | AAT Women's Circuit, Buenos Aires                           | Terra rossa | Ana Sofía Sánchez            | 6–2, 6–2            |
| 8.  | 9 agosto 2015    | AAT Women's Circuit, Buenos Aires                           | Terra rossa | Fernanda Brito               | 7–5, 6–1            |
| 9.  | 4 ottobre 2015   | Torneo Internacional Femenino ITF Santa Fe, Santa Fe        | Terra rossa | María Fernanda Álvarez Terán | 6–2, 6–1            |
| 10. | 25 ottobre 2015  | Seguros Bolivar Open, Bucaramanga                           | Terra rossa | Montserrat González          | 6(0)–7, 6–3, 6–4    |
| 11. | 29 novembre 2015 | Copa Las Condes, Santiago del Cile                          | Terra rossa | Catalina Pella               | 2–6, 6–2, rit.      |
| 12. | 31 luglio 2016   | Torneio Internacional de Campos do Jordão, Campos do Jordão | Cemento     | Aleksandrina Najdenova       | 7–5, 4–6, 7–5       |
| 13. | 18 giugno 2017   | Trofeu Internacional Ciutat de Barcelona, Barcellona        | Terra rossa | Amandine Hesse               | 3-6, 7-6(5), 7-6(3) |
| 14. | 15 ottobre 2017  | Internacionales de Andalucìa Femeninos, Siviglia            | Terra rossa | Marie Benoît                 | 2–6, 6–1, 6–2       |
| 15. | 12 maggio 2019   | SMA Cup Sant'Elia, Roma                                     | Terra rossa | Gabriela Cé                  | 6–1, 7–5            |
| 16. | 26 gennaio 2020  | Vero Beach International Tennis Open, Vero Beach            | Terra verde | Tereza Mrdeža                | 7–5, 6–4            |

#### Sconfitte (8)
| Torneo $100.000 (0) |
| Torneo $80.000 (0)  |
| Torneo $75.000 (0)  |
| Torneo $60.000 (0)  |
| Torneo $50.000 (0)  |
| Torneo $25.000 (4)  |
| Torneo $15.000 (0)  |
| Torneo $10.000 (4)  |

| N. | Data              | Torneo                                                          | Superficie  | Avversaria in finale     | Punteggio      |
| 1. | 25 luglio 2010    | ITF Women's Circuit La Paz, La Paz                              | Terra rossa | Karen Castiblanco        | 4–6, 3–6       |
| 2. | 27 ottobre 2012   | Copa Centenario Mundial Lawn Tennis Club, Santiago del Cile     | Terra rossa | Cecilia Costa Melgar     | 4–6, 2–6       |
| 3. | 30 giugno 2013    | Open GDF SUEZ du Périgord, Périgueux                            | Terra rossa | Teliana Pereira          | 1–6, 4–6       |
| 4. | 27 settembre 2015 | Torneo Internacional Femenino ITF San Carlos, San Carlos Centro | Terra rossa | Eduarda Piai             | 1–6, 6–2, 3–6  |
| 5. | 3 luglio 2016     | Helsingborg Ladies Open, Helsingborg                            | Terra rossa | Susanne Celik            | 4–6, 2–6       |
| 6. | 27 novembre 2016  | Copa Las Condes, Santiago del Cile                              | Terra rossa | Paula Cristina Gonçalves | 4–6, 4–4, rit. |
| 7. | 14 aprile 2019    | ITF Womens Tennis Club de Tunis, Tunisi                         | Terra rossa | Jaqueline Cristian       | 4–6, 0–6       |
| 8. | 24 ottobre 2021   | Dove Men+Care Legión, Rio do Sul                                | Terra rossa | Panna Udvardy            | 1–6, 0–6       |

### Doppio

#### Vittorie (28)
| Torneo $100.000 (0) |
| Torneo $80.000 (0)  |
| Torneo $75.000 (0)  |
| Torneo $60.000 (2)  |
| Torneo $50.000 (0)  |
| Torneo $25.000 (12) |
| Torneo $15.000 (0)  |
| Torneo $10.000 (14) |

| N.  | Data              | Torneo                                                      | Superficie      | Compagna               | Avversarie in finale                      | Punteggio           |
| 1.  | 27 novembre 2010  | ITF Women's Circuit Concepción, Concepción                  | Terra rossa     | Fernanda Brito         | Karen Castiblanco Camila Silva            | 6–2, 6–3            |
| 2.  | 14 maggio 2011    | Torneo Club Med Itaparica, Itaparica                        | Cemento         | Nathália Rossi         | Andrea Benítez Raquel Piltcher            | 3–6, 6–0, [10–7]    |
| 3.  | 26 novembre 2011  | ITF Femenino de Rancagua, Rancagua                          | Terra rossa     | Belén Ludueña          | Carla Forte Flávia Guimarães Bueno        | 6–4, 4–6, [10–5]    |
| 4.  | 24 marzo 2012     | ITF Femenino de Rancagua, Rancagua                          | Terra rossa     | Patricia Kú Flores     | Fernanda Brito Raquel Piltcher            | 7–6(2), 7–5         |
| 5.  | 14 aprile 2012    | ITF Women's Circuit Villa del Dique, Villa del Dique        | Terra rossa     | Patricia Kú Flores     | María Fernanda Álvarez Terán Camila Silva | 4–6, 6–1, [10–4]    |
| 6.  | 21 aprile 2012    | ITF Women's Circuit Villa del Dique, Villa del Dique        | Terra rossa     | Luciana Sarmenti       | Sofía Luini Guadalupe Pérez Rojas         | 6–4, 5–7, [10–5]    |
| 7.  | 7 luglio 2012     | Iris Ladies Trophy, Bruxelles                               | Terra rossa     | Anna Smolina           | Elyne Boeykens Karolina Wlodarczak        | 2–6, 6–2, [10–7]    |
| 8.  | 15 settembre 2012 | AAT Women's Circuit Buenos Aires, Buenos Aires              | Terra rossa     | Fernanda Brito         | Sofía Luini Guadalupe Pérez Rojas         | 6–1, 6–3            |
| 9.  | 27 ottobre 2012   | Copa Centenario Mundial Lawn Tennis Club, Santiago del Cile | Terra rossa     | Cecilia Costa Melgar   | Ornella Caron Aranza Salut                | 6–3, 6–4            |
| 10. | 24 novembre 2012  | ITF Women's Circuit Temuco, Temuco                          | Terra rossa     | Victoria Bosio         | Sachie Ishizu Daniela Schippers           | 6–4, 6–2            |
| 11. | 23 marzo 2015     | Open GDF SUEZ de Gonesse, Gonesse                           | Terra rossa (i) | Cindy Burger           | Anne Schäfer Kateřina Vaňková             | 6(6)–7, 6–3, [10–2] |
| 12. | 18 agosto 2013    | Westend Ladies Tennis Cup, Westend                          | Cemento         | Tatiana Búa            | Antonia Lottner Diāna Marcinkēviča        | 6–3, 5–7, [11–9]    |
| 13. | 24 agosto 2013    | Servimat Open, Wanfercée-Baulet                             | Terra rossa     | Tatiana Búa            | Amandine Hesse Deniz Khazaniuk            | 6–4, 6–2            |
| 14. | 7 settembre 2013  | TEAN International, Alphen aan den Rijn                     | Terra rossa     | Cindy Burger           | Demi Schuurs Eva Wacanno                  | 6–4, 6–1            |
| 15. | 14 settembre 2013 | Open Krys de Mont-de-Marsan, Mont-de-Marsan                 | Terra rossa     | Cecilia Costa Melgar   | Alizé Lim Laura Thorpe                    | 6–4, 6–2            |
| 16. | 28 febbraio 2015  | Beinasco Open, Beinasco                                     | Terra rossa (i) | Demi Schuurs           | Xenia Knoll Alice Matteucci               | 6–4, 4–6, [11–9]    |
| 17. | 1º agosto 2015    | AAT Women's Circuit, Buenos Aires                           | Terra rossa     | Fernanda Brito         | Nathaly Kurata Eduarda Piai               | 6–2, 6–2            |
| 18. | 8 agosto 2015     | AAT Women's Circuit, Buenos Aires                           | Terra rossa     | Fernanda Brito         | Nathaly Kurata Eduarda Piai               | 6–3, 6–2            |
| 19. | 24 ottobre 2015   | Seguros Bolivar Open, Bucaramanga                           | Terra rossa     | Aleksandrina Najdenova | Montserrat González Francesca Segarelli   | 6–2, 7–6(3)         |
| 20. | 27 febbraio 2016  | Circuito Feminino Future de Tênis, San Paolo                | Terra rossa     | Catalina Pella         | Tara Moore Conny Perrin                   | 6–3, 6–1            |
| 21. | 12 marzo 2016     | Circuito Feminino Future de Tênis, Curitiba                 | Terra rossa     | Catalina Pella         | Martina Caregaro Réka Luca Jani           | 6–3, 7–6(5)         |
| 22. | 28 maggio 2016    | Torneo Internazionale Femminile Città di Grado, Grado       | Terra rossa     | Catalina Pella         | Başak Eraydın Alice Matteucci             | 6–2, 7–6(8)         |
| 23. | 11 marzo 2017     | Circuito Feminino Future de Tênis, San Paolo                | Terra rossa     | Catalina Pella         | Gabriela Cé Andrea Gámiz                  | 7–5, 3–6, [10–5]    |
| 24. | 29 aprile 2017    | Nana Trophy, Tunisi                                         | Terra rossa     | Guadalupe Pérez Rojas  | Ágnes Bukta Vivien Juhászová              | 6(3)-7, 6–3, [11–9] |
| 25. | 24 settembre 2017 | Open GDF SUEZ de Bretagne, Saint-Malo                       | Terra rossa     | Diāna Marcinkēviča     | Irina Maria Bara Mihaela Buzărnescu       | 6–3, 6–3            |
| 26. | 23 ottobre 2021   | Dove Men Care La Legion, Rio do Sul                         | Terra rossa     | Katharina Gerlach      | Bárbara Gatica Rebeca Pereira             | 7–6(8), 6–3         |
| 27. | 26 marzo 2022     | Dove Men Care, Medellín                                     | Terra rossa     | Conny Perrin           | María Carlé Laura Pigossi                 | 6-2, 5-7, [10-8]    |
| 28. | 25 giugno 2022    | Engie Open du Périgord, Périgueux                           | Terra rossa     | Rebeca Pereira         | Emily Appleton Alexandra Osborne          | 6-4, 6-1            |

#### Sconfitte (19)
| Torneo $100.000 (1) |
| Torneo $80.000 (0)  |
| Torneo $75.000 (0)  |
| Torneo $60.000 (2)  |
| Torneo $50.000 (0)  |
| Torneo $25.000 (6)  |
| Torneo $15.000 (1)  |
| Torneo $10.000 (9)  |

| N.  | Data              | Torneo                                                          | Superficie  | Compagna             | Avversarie in finale                       | Punteggio              |
| 1.  | 29 ottobre 2010   | Dr Ernesto Amaya, Bogotà                                        | Terra rossa | Fernanda Brito       | Karen Castiblanco Andrea Koch Benvenuto    | 6–1, 3–6, [6–10]       |
| 2.  | 13 novembre 2010  | ITF Women's Circuit Bogotá, Bogotà                              | Terra rossa | Karen Ramírez Rivera | Karen Castiblanco Andrea Koch Benvenuto    | 4–6, 5–7               |
| 3.  | 21 marzo 2011     | ITF Femenino de Rancagua, Rancagua                              | Terra rossa | Belén Ludueña        | Andrea Benítez Raquel Piltcher             | 6(5)–7, 1–6            |
| 4.  | 23 aprile 2011    | Asociacion Argentina de Tenis Women Circuit, Córdoba            | Terra rossa | Belén Ludueña        | Andrea Benítez Salome Llaguno              | 0–6, 7–5, [3–10]       |
| 5.  | 13 agosto 2011    | Reinert Open, Versmold                                          | Terra rossa | Cecilia Costa Melgar | Elizaveta Iančuk Julia Mayr                | 4–6, 3–6               |
| 6.  | 19 maggio 2012    | ITF Women's Circuit Rosario, Rosario                            | Terra rossa | Luciana Sarmenti     | Tatiana Búa Camila Silva                   | 4–6, 6(2)–7            |
| 7.  | 20 ottobre 2012   | ITF Women's Circuit Santiago, Santiago del Cile                 | Terra rossa | Cecilia Costa Melgar | Aranza Salut Carolina Zeballos             | 6–4, 4–6, [8–10]       |
| 8.  | 31 agosto 2013    | Open International Féminin de Wallonie de Tennis, Fleurus       | Terra rossa | Gabriela Cé          | Irina Chromačëva Diāna Marcinkēviča        | 4–6, 3–6               |
| 9.  | 13 dicembre 2013  | Copa Providencia BCI, Santiago del Cile                         | Terra rossa | Cecilia Costa Melgar | Verónica Cepede Royg María Irigoyen        | 6–2, 4–6, [5–10]       |
| 10. | 11 maggio 2014    | Open GDF SUEZ de Cagnes-sur-Mer Alpes-Maritimes, Cagnes-sur-Mer | Terra rossa | Tatiana Búa          | Kiki Bertens Johanna Larsson               | 6(4)–7, 4–6            |
| 11. | 31 maggio 2014    | Infond Open, Maribor                                            | Terra rossa | Cindy Burger         | Barbora Krejčíková Kateřina Siniaková      | 0–6, 1–6               |
| 12. | 22 agosto 2014    | Servimat Open, Wanfercée-Baulet                                 | Terra rossa | Tatiana Búa          | Elise Mertens Demi Schuurs                 | 2–6, 3–6               |
| 13. | 20 giugno 2015    | Circuito Credito Real, Manzanillo                               | Cemento     | Carolina Betancourt  | Camila Fuentes Zoë Gwen Scandalis          | 3–6, 7–5, [10–12]      |
| 14. | 3 ottobre 2015    | Torneo Internacional Femenino ITF Santa Fe, Santa Fe            | Terra rossa | Catalina Pella       | María Fernanda Álvarez Terán Laura Pigossi | 6–2, 2–6, [3–10]       |
| 15. | 28 novembre 2015  | Copa Las Condes, Santiago del Cile                              | Terra rossa | Catalina Pella       | Montserrat González Ana Sofía Sánchez      | 4–6, 6(3)–7            |
| 16. | 23 marzo 2019     | Circuito Feminino Future de Tênis, Curitiba                     | Terra rossa | Ekaterine Gorgodze   | Paula Cristina Gonçalves Luisa Stefani     | 7–6(3), 6(0)–7, [2–10] |
| 17. | 7 settembre 2019  | Zagreb Ladies Open, Zagabria                                    | Terra rossa | Amandine Hesse       | Anna Bondár Paula Ormaechea                | 5–7, 5–7               |
| 18. | 12 novembre 2021  | Copa LP Chile, Santiago del Cile                                | Terra rossa | Katharina Gerlach    | Arianne Hartono Olivia Tjandramulia        | 1-6, 3-6               |
| 19. | 10 settembre 2022 | Marbella Dunique Cup, Marbella                                  | Terra rossa | Julia Riera          | Jéssica Bouzas Maneiro Leyre Romero Gormaz | 4-6, 2-6               |